# Brasil Vita
João Brasil Vita (São Paulo, 3 de maio de 1922 — São Paulo, 11 de março de 2017) foi um advogado e político brasileiro. Foi prefeito interino de São Paulo em 1973, quando José Carlos de Figueiredo Ferraz foi exonerado do cargo.

## Biografia
Ligado aos grupos políticos de Jânio Quadros e Paulo Maluf, foi vereador da capital paulista por dez mandatos consecutivos (entre 1959 e 2000), representando PTB, ARENA, PDS e PPB, até perder sua vaga na câmara municipal paulistana em 2000. Nas eleições de 1982, filiado ao PTB, foi o candidato a vereador mais votado do Brasil obtendo 215.827 votos (5,42% do eleitorado paulistano), recorde ainda hoje não superado. Era filiado ao PTB, foi candidato a vereador em São Paulo nas eleições de 2008, obtendo apenas 1.854 votos e não conseguindo sua eleição.
Após deixar a carreira política, voltaria a trabalhar como advogado criminalista, função que exerceria até sua morte, em 11 de março de 2017, quando já encontrava-se com a saúde prejudicada ao sofrer uma fratura na perna, em decorrência de uma queda sofrida em dezembro de 2016. Era também conselheiro do São Paulo Futebol Clube.

### Desempenho em eleições
| Ano  | Eleição   | Coligação     | Partido | Candidato a | Votos | Resultado  |
| ---- | --------- | ------------- | ------- | ----------- | ----- | ---------- |
| 1959 | Municipal | sem coligação | PST     | Vereador    | 4.580 | Eleito     |
| 1963 | Municipal | sem coligação | PST     | Vereador    | 5.196 | Eleito     |
| 1965 | Municipal |               | PTB     | Vereador    |       | Eleito     |
| 1985 | Municipal |               | PDS     | Vereador    |       | Eleito     |
| 1988 | Municipal |               | PDS     | Vereador    |       | Eleito     |
| 1992 | Municipal |               | PDS     | Vereador    |       | Eleito     |
| 1996 | Municipal |               | PPB     | Vereador    |       | Eleito     |
| 2000 | Municipal |               | PPB     | Vereador    |       | Não Eleito |

## Entrevistas

### Museu da Pessoa
Em 1993, Brasil Vita forneceu uma entrevista ao Museu da Pessoa, em que é perguntado dentre todas as suas atividades de vida, qual era a que ele achava mais apaixonante. Nesse ponto, descreve de forma assídua a profissão que marcou toda sua vida.
"A de advocacia. Eu gosto de exercer, eu sou, tenho... Eu tenho e tive a vocação para a advocacia. Gosto da advocacia. A advocacia como arte, porque o Direito é uma ciência. Eu gosto, eu acho que sou um homem que me realizei na profissão. Não direi inteiramente, porque ninguém se realiza inteiramente. Mas, aquele "corpus satis", aquele tamanho necessário, eu achei que a profissão me deu momentos muito agradáveis. Me dá momentos muito agradáveis, e eu tenho uma equipe de onze advogados, que são meus companheiros de escritório, e é uma beleza a gente trabalhar com aqueles jovens observando que há alguma coisa que funciona, que a gente alimentava quando estudante e que agora. Eu gosto mesmo é da advocacia. Eu também gosto da tribuna, lá do parlamento, evidentemente. Estou na Câmara há 33 anos e aquilo pra mim também se torna um hobby, eu gosto da discussão, do parlamento, discussão objetivando o bem comum, criticando o que está errado, aplaudindo o que está certo. Mas o quê realmente me empolga é a profissão de advogado"— João Brasil Vita Em entrevista ao Museu da Pessoa